# 마이클 더루이즈
마이클 더루이즈(Michael DeLuise, 1969년 8월 4일 ~ )는 미국의 배우이다.

## 출연 작품
- 콰이어트 맨 (2007)
- 블러드석커스 (2005)
- CSI - 뉴욕 (2004)
- 이츠 올 어바웃 유 (2002)
- 마스터 오브 디즈가이즈 (2002)
- 불협화음 (2001)
- 길모어 걸스 (2000)
- 비트윈 더 시트 (1998)
- 브룩클린 사우스 (1997)
- 더 샷 (1996)
- 미드나잇 에디션 (1993)
- 더 페이스 (1993)
- 스트링거 (1992)
- 베이비 대소동 (1992)
- 웨인즈 월드 (1992)
- 원시 틴에이저 (1992)
- 리틀 시크릿 (1991)
- 러브 보트 (1989)
- 21 점프 스트리트 (1987)
- 강력범 (1979)